# カテコール
カテコール (catechol) は、フェノール類の一種で、ベンゼン環上のオルト位に 2個のヒドロキシ基を有する有機化合物。ポリフェノールに含まれる構造として知られる。ピロカテコール (pyrocatechol) とも呼ばれる。位置異性体にレゾルシノール、ヒドロキノンがある。日本法の劇物。

## 性質
常温常圧で無色の固体。水にもエーテルにも可溶。マメ科アカシア属のペグ阿仙薬（Acacia catechu、カテキュー…阿仙薬ではない）に含まれていたカテキンの乾留成分に含まれていたためにこの様に命名された。
抗酸化作用が強いとされ、ウルシオール（漆の主成分）、カテコールアミン（レボドパ、ドーパミン、ノルアドレナリン、アドレナリン）や、カテキンなどのポリフェノール、ほか多くの生体物質の骨格に含まれる。o-ベンゾキノンの還元によって生成する。ヒドロキシ基の位置が異なる構造異性体にヒドロキノン及びレゾルシノールがある。染料の原料や止血剤として用いられる。
空気中に長期放置するとゆっくりと酸化を受け、淡いピンク色を呈する。

## 安全性
動物実験により変異原性があることが確認されており、日本ではPRTR法により第1種指定化学物質に指定されている。また、毒物及び劇物取締法により（毒物劇物指定令第2条第3号の2でピロカテコールの名前で指定）劇物に指定されている。

## 備考
極めて水に溶けやすい物質であり、大学で実験中にその様子を見た若き日のSF作家アイザック・アシモフは、それをヒントに水に入る前に水に溶けてしまう架空の物質「チオチモリン」を考案した。